# Sullivan (Illinois)
Pour les articles homonymes, voir Sullivan.
La ville de Sullivan est le siège du comté de Moultrie, dans l'État de l'Illinois, aux États-Unis. Sa population s’élevait à 4 440 habitants lors du recensement de 2010, estimée à 4 475 habitants en 2016.